# Трояново (област Стара Загора)
 За другото българско село с име Трояново вижте Трояново (Област Бургас).  
Трояново е село в Южна България. То се намира в община Раднево, област Стара Загора. Старото име на селото е било Кара Алии.

## История
Близо до селото в миналото е минавал римски път. На юг и югоизток от река Овчарица е минавал Прабългарският окоп (Еркесията – земен изкоп, започващ от езерото Мандра до Бургас и стигащ до Симеоновград). На запад има турски гробища. До 1881 г. в околностите на Трояново са живеели само турци. Според документ, намерен в данъчните регистри в Цариград, най-старото име на Трояново, познато днес, е „Караджанали юртклери“ – вероятно името на първия завоевател на тези земи. По-късно името е сменено на „Караали“ – така се е наричал богат черен турчин. След Освобождението на България от турско робство, турците масово се изселват. На тяхно място започват да идват българи от съседните села – Рисиманово, Бели бряг и Обручище. Първи заселник в Трояново е Еньо Алчаков от Рисиманово, според даскал Боньо Петров, а първи кмет е Еньо Драганов. Чрез доброволни дарения е построено първото училище в Трояново през 1885 г., а първи учител е Тоньо Овчаров. Към 1900 г. селото има 72 къщи с около 400 жители, а пет години по късно има 572 жители. Няколко години преди това родолюбивите селяни с доброволни дарения изграждат църквата „Света Троица“, в чиито основи вграждат писмен знак с новото име на селото – „Трояново“. Името на селото официално е променено на 20 ноември 1906 г. Трояново през онези години е земеделско селище, чиито собственици притежават от 50 до 200 декара земя. Имало е мелница за житото, а връзките с околните селища ставали от коларски пътища. Будните трояновци изграждат и свое читалище, което наричат „Светлина“, с първи председател – Жеко Проданов Коев. Селото дава свидни жертви във войните за национално обединение, за което свидетелства изграденият в центъра възпоменателен паметник. През 1926 г., по инициатива на учителя Тотю Тончев, започва събирането на средства за ново училище, което в днешно време е познато като „Старото училище“ и лежи в руини. През 1948 г. пристигат минни специалисти от Димитровград, които започват изследвания на бъдещия Източномаришки комплекс. Започва изграждането на първия в България открит въгледобивен рудник – рудник „Трояново-1“. Това става причина в селото да бъдат построени 35 жилищни блока само за няколко години – от 1953 до 1966 г. – броят на трояновските жители става от 1027 на 4923 души. Трояново се превръща в процъфтяващо промишлено селище. Построени са нови сгради – на кметството, Новото училище, детски градини, детска ясла, поликлиника, културен дом с голяма библиотека с библиотекарка Тонка Ганчева Петрова, която е и дъщеря на Ганчо Тенев Господинов /миньора, направил първа копка на рудник Марица изток/ и киносалон, работнически столове, стадион, плувен басейн, магазини, книжарница и аптека. Асфалтирани са почти всички улици, създадени са паркове.
Селото се намира в центъра на мини „Марица-изток“ и затова е основен дарител на работници за мините. Дори и първата копка с багер е направена от жител на с. Трояново – Ганчо Тенев Господинов. Поради заличаване на селата Малка и Голяма детелина съответно през 1983 и 1984 г., землищата им са присъединени към това на Трояново.
Има планове селото да бъде изселено след 2035 г., поради разширяването на мини „Марица-изток“. Към днешна дата дружеството изкупува имотите в селото.

## Редовни събития
Съборът на селото е на 5 юни т.г.